# Jacques Duvall
 (novembre 2020).
Pour les articles homonymes, voir Jacques et Duvall.
Jacques Duvall, de son vrai nom Éric Verwilghen, est un chanteur et parolier belge né le 1er août 1952 à Schaerbeek. 

## Biographie
Parolier de nombreux artistes dont notamment Lio (on lui doit, entre autres, le hit Le Banana split), Alain Chamfort (il succède à Serge Gainsbourg), Marie-France, Charline Rose, Jane Birkin, les Runaways ou Dani, Jacques Duvall a également enregistré plusieurs albums en tant que chanteur. Les deux premiers sont produits par Marc Moulin et Dan Lacksman, les trois derniers par Miam Monster Miam sur le label Freaksville Record.
Il est également connu sous les pseudonymes de Hagen Dierks ou de Inger Asten.
Sur France Inter en 2012, dans l'émission Pop, etc., Lio révèle que l'adaptation française des paroles de la chanson Amoureux solitaires (interprétée originellement en anglais) n'est pas due à Elli Medeiros mais à Jacques Duvall, qui n'a cependant touché aucun droit d'auteur : « Le disque s'est vendu à douze millions d'exemplaires dans le monde et Duvall n'a pas touché un centime. »

## Discographie

### Albums
- 1983 : Comme la romaine
- 1990 : Je déçois...
- 1999 : Confessions et plaisanteries 1981-1989 (compilation)
- 2006 : Hantises (Phantom featuring Jacques Duvall)
- 2007 : Pourquoi pas nous ? (Élisa Point et Jacques Duvall)
- 2009 : Le Cowboy et la callgirl
- 2011 : Expert en désespoir
- 2012 : Contes de la libido ordinaire (Vitor Hublot feat Jacques Duvall)
- 2012 : Exil à Freaksville (compilation)
- 2015 : Je ne me prends plus pour Dieu

### Singles
- 1981 : Noir et blanc - Passion (Hagen Dierks)
- 1983 : Je te hais
- 1984 : N'importe quoi pour le fric!
- 1984 : La peau douce
- 1985 : Belle et rebelle
- 1988 : Je te hais (réédition)
- 1990 : Je t'interdis de vieillir
- 1991 : La peau douce

## Adaptations
Jacques Duvall a adapté en français les chansons suivantes :
- As Tears Go By (Mick Jagger/Keith Richards) sous le titre Une seule larme (par Jacques Duvall et Helena Noguerra, 1983)
- Furore (Adriano Celentano/Piero Vivarelli) sous le titre Comme la romaine (par Jacques Duvall, 1983)
- Ti amo (Umberto Tozzi/Giancarlo Bigazzi) sous le titre Je te hais (par Jacques Duvall, 1983)
- Alley Oop (Dallas Frazier) sous le titre N'importe quoi pour le fric (par Jacques Duvall, 1984)
- Innamorata (Toto Cutugno) sous le titre Gagné d'avance (par Enzo Scifo, 1985)
- Madonna (Ron Mael/Russell Mael) sous le même titre (par les Sparks, 1988)
- Boulevard of broken dreams (Al Dubin/Harry Warren) sous le titre Boulevard des cœurs brisés (par Éléonore Bernair, 1992)
- Con te partirò (Francesco Sartori/Lucio Quarantotto) sous le titre Je pars loin de toi (par Joseph Racaille, 2000)
- Daybreak (Salvadore Poe) sous le titre L'aurore (par Lisa Ekdahl, 2001)
- Nobody (Alex Rogers/Bert Williams) sous le titre Personne (par Ukulele Club de Paris, 2002)
- Is that all there is ? (Jerry Leiber & Mike Stoller) sous le titre Laissez-moi descendre (par Charline Rose, 2004)
- You'd be surprised (Irving Berlin) sous le titre T'en reviendrais pas (par Marie-France, 2006)

De plus, Jacques Duvall a signé une version anglaise de Manon (Serge Gainsbourg/Michel Colombier) pour Jeanna Celeste (1996) et une version anglaise du Banana split, pour Lio, sortie en Grande-Bretagne en 1979.

## Les interprètes de Jacques Duvall
- Adrien : La lune à tes pieds (1997)
- Amina : Le cercle rouge (1989)
- Arbeid Adelt : Reviens à la maison (1994)
- Éléonore Bernair : Le boulevard des cœurs brisés - Mon Jules (1992)
- Bijou : Passage souterrain (1988)
- Jane Birkin : Les clés du paradis (1998) - T'as pas le droit d'avoir moins mal que moi (en duo avec Alain Chamfort, 2004)
- Jeff Bodart : Tu m'aimeras quand je ne t'aimerai plus (2003)
- Caron : C'est fini, je sais, mais je continue (1999)
- Jeanna Celeste : Manon (1996)
- Alain Chamfort :

Paradis (1981)
J'entends tout - Je laisse couler - L'amour est une bombe - La fièvre dans le sang - Le plus grand chapiteau (1986)
Ce ne sera pas moi - Gare de l'est - L'amour samplé - La femme de ma vie - Lisa rougit - Mama Gri-Gri - Noctambule -  Personne n'aime personne - Sophie et Sapho - Souris puisque c'est grave (1990)
Bon anniversaire - Clara veut la lune - J'entends tout - L'ennemi dans la glace - La mélodie du malheur - Les paroles dans le vide - Quand vas-tu te décider à me décevoir ? (1993)
Aucune différence - Ce n'est que moi - Ce piano est à vendre - Contre l'amour - Les majorettes - Ma faiblesse est la plus forte - Notre histoire - Plus douce sera la chute - Qu'est-ce que t'as fait d'mes idées noires ? - Si tu t'en allais - Tombouctou (1997)
Ça ne fait rien (2000)
Charmant petit monstre - L'hôtel des insomnies - La saison des pleurs - Le grand retour - Les amies de Mélanie - Les sirènes de l'amour (triptyque) - Les spécialistes - Lili Shangaï (2003)
- Clara Capri : Maudit DJ (1986)
- Copycat : He's too fat (2009)
- Les Drellas : Bad man (1992)
- Elsa : Amoureuse, moi ? - Bouscule-moi - Jamais toujours - Mercurochrome - Parfums d'amour - Supplice chinois (1992)
- Étienne Daho : Le jour et la nuit (2003)
- Dani : Il s'passe jamais rien - J'voudrais que quelqu'un me choisisse - Laissez-moi rire - Ooh ! Vous ! (2005)
- Lisa Ekdahl : L'aurore (2001)
- Enzo Enzo : Rien ne sèche plus vite qu'une larme (2001)
- Ignatus : Les p'tits chiens (2004)
- Marc Lavoine : Passent les nuages (2001)
- Lio :

Le Banana split - Teenager (1979)
Amicalement vôtre - Bébé vampire - Comix discomix - J'obtiens toujours tout ce que je veux - La panthère rose - La petite Amazone - Oz - Sage comme une image - Si belle et inutile - Speedy Gonzales - Suite sixtine (1980)
Mona Lisa (1982)
Grenade - La reine des pommes - La vérité toute nue - Noël - Trou de mémoire - Zip a doo wah (1983)
Chauffeur suivez cette voiture - Fallait pas commencer - Je casse tout ce que je touche - Les brunes comptent pas pour des prunes - Les deux pour le prix d'une - Mouche (1986)
Cobra - L'amour c'est très surfait - La fille au cœur d'or - Qu'est-ce que tu caches dans ta poche ? - Seules les filles pleurent - Tu es formidable - Vivement qu'je sois une petite vieille (1988)
Je me tords - L'autre joue - Le seul cœur que je brise (1991)
Je ne sais pas dire oui (1999)
Le même sourire - L'objet du litige - La fin du monde - Mon bébé (2006)
- LNA Noguerra : Lunettes noires (1988)
- An Luu : Pourquoi tu me fous plus des coups ? (1988)
- Mademoiselle Nineteen : Je ne vois que vous - Le Chagrin et l’amour (2010)
- Marie-France :

Daisy - Déréglée (1977)
Marie-Françoise se suicide (1979)
Je ne me quitterai jamais - Corps diplomatique (1982)
Champs-Élysées - Est-ce que vous avez du feu ? (1983)
Tout ce que je veux c'est tout (1997)
T'en reviendrais pas (2006)
- Marka : Désirée - Elisabeth (1991)
- Michel Moers : Les gens sont affligeants - Monsieur Jacques est jaloux (1990)
- Monsieur Jean-Pierre : J'te trouve mignonne en haillons (1987)
- Nathalie et Les Souillons : Rends-moi la télécommande (1988)
- Khadja Nin : Sous le charme (1994)
- Thomas Otten : Heaven (2003)
- Joseph Racaille : Je pars loin de toi (2000)
- Pierre Rapsat : Comment cesse-t-on d'aimer ? - L'accordéon cajun (1995)
- Charline Rose : Impardonnable - J'étais plus heureuse quand j'étais malheureuse - Johnny ne sait pas - Laissez-moi descendre - Le jour et la nuit - Marianne Renoir - Par amour - Peur de tomber - Rose - Une douleur sans égale (2004)
- The Runaways : Little sister (1977)
- Enzo Scifo : Gagné d'avance - La fille en blanc (1985)
- Sparks : Madonna (1988)
- Telex : B-sides - Neurovision - Soul waves (1980)
- Arnold Turboust : Les envahisseurs (1987)
- Ukulele Club de Paris : Ma princesse des mers du sud - Personne (2002)
- Sammy Willcox : Je pourrais supporter un p'tit peu d'amour - La bise au perdant - La musique du diable - Le mal dont je suis capable - Marie - Marlène - Minuit - Tout c'qu'on s'fait c'est parce qu'on s'aime (1994)

## Récompenses
- 2012 - Octave d'honneur aux Octaves de la musique